# Amanda Cerny
Amanda Cerny (Pittsburgh, Pensilvania; 26 de junio de 1991) es una modelo, actriz y celebridad de Internet estadounidense. Es más conocida por su canal de YouTube y anteriormente por su perfil de Vine, en el que tenía más de 4 millones de seguidores. Fue la Playmate de octubre de 2011 de la revista Playboy.

## Biografía
Amanda Cerny nació el 26 de junio de 1991 en Pittsburgh (Pensilvania).
A los 15 años, comenzó a trabajar como modelo como hobby. Apareció en Playboy como la Playmate del mes en la edición de octubre de 2011. Cerny comenzó a publicar contenido en Vine y llegó a tener más de 4,6 millones de seguidores. Luego se convirtió en una celebridad en YouTube, Instagram, Snapchat, Facebook y Twitter.
En agosto de 2017, Cerny fue nombrada directora de la recién creada División de Talento Digital de la plataforma de streaming musical LiveXLive.
En junio de 2018 apareció en el vídeo oficial de I Like It, de Cardi B junto a J Balvin y Bad Bunny. En enero de 2020, Cerny participó del vídeo musical punjabi Where Baby Where con Gippy Grewal.